# Convento de San Francisco (Santa Cruz de la Sierra)

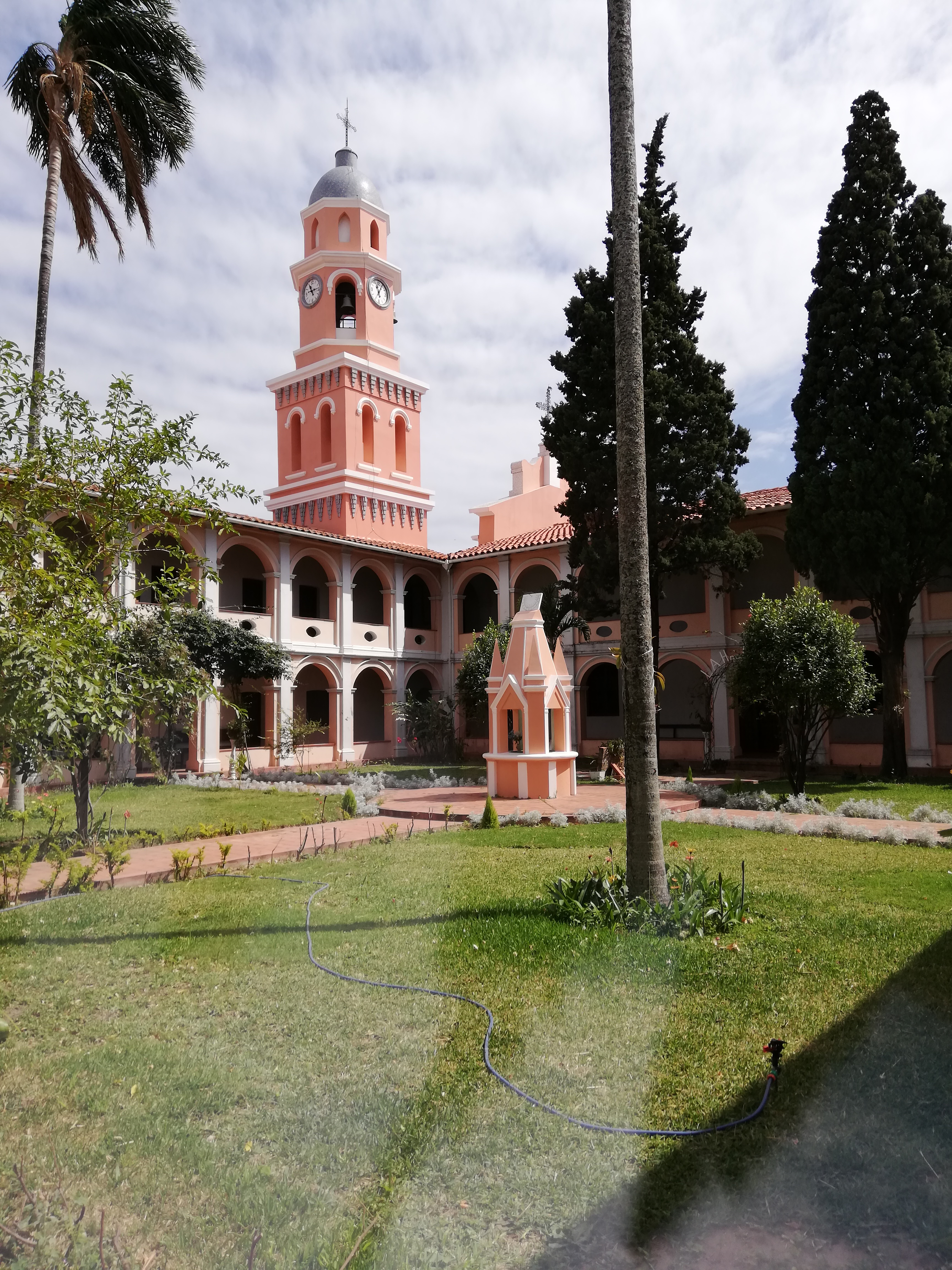
Campanario y Claustro

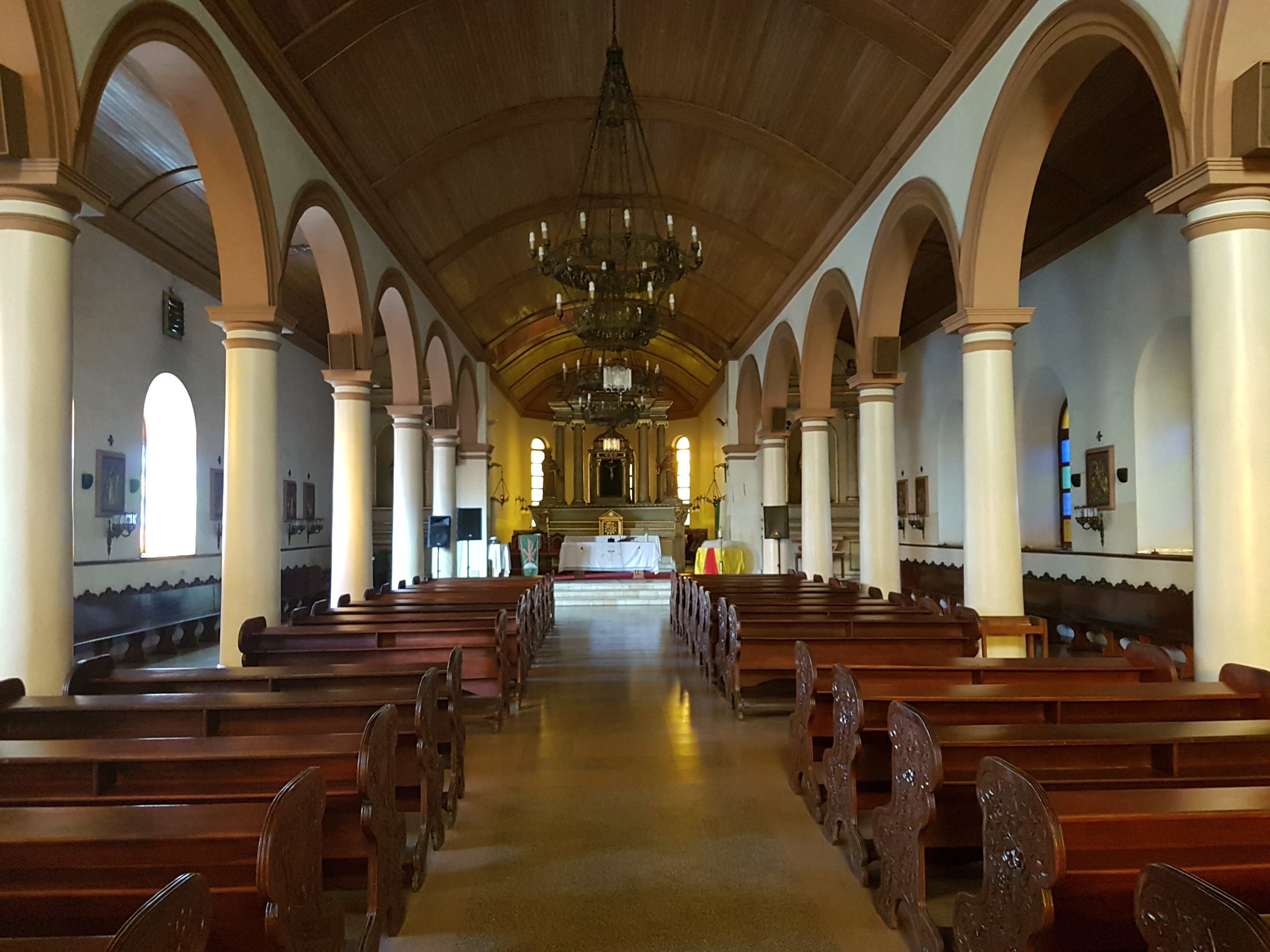
Interior del Templo, vista desde la entrada principal

El convento de San Francisco de Santa Cruz de la Sierra, Bolivia. Es un templo católico custodiado por los Padres de la Orden de Frailes Menores. Ubicado entre las Calles Aroma y Arenales en la zona de Los Pozos, forma parte de circuito turístico religioso del Casco Viejo de la ciudad.
Fundado como Hospicio el 4 de octubre de 1856, construida por los padres Manuel Viduez OFM, Damian Conti OFM y el Hno. Basilio Bruzo OFM.
Fue un puesto de avanzadilla, lugar de descanso para los misioneros que se dirigían las misiones de Guarayos y Chiquitos venidos desde Tarata. La edificación del templo y claustro tienen un estilo Toscano, la torre y campanario se reconstruye en el año 1921 debido a un rayo que destruyó la cúpula de la misma. 
En 1986 es declarado Monumento Nacional. En ese mismo año comienza la reconstrucción del templo y el claustro como se lo conoce actualmente, finalizando en el año 1990.